# 邵氏兄弟控股
邵氏兄弟控股有限公司，簡稱邵氏兄弟控股（英語：Shaw Brothers Holdings Limited，港交所：0953），前身為「美克國際控股有限公司」，於1999年由「恒強（福建）鞋塑發展有限公司」（1993年由丁思強（前主席及總裁）創立）及「福建美克運動休閑股份有限公司」（1989年成立）合併成立，名為「福建美克休閑體育用品有限公司」。
業務在國內經營研发、生产、销售各種運動服裝及鞋類用品。總部位於福建省晉江市。
招股價為1.43港元，配售新股為250,000,000 股，集資額為3.56億港元。股份在2010年2月1日於港交所主板上市。
2015年7月15日，殼王陳國強、葉家海、騰訊控股以及黎瑞剛，以合共39.6億港元收購該公司51.1%股權，發行股數為3,553,830,000股。
2015年9月2日，該公司計劃以6100萬港元出售「泉州市美克體育用品有限公司」100%權益，買家為捷輝企業有限公司。
2015年10月22日，陳國強、葉家海、騰訊控股以及黎瑞剛等人原計劃收購該公司，因未獲港交所通過而觸礁。此外，同年11月18日，有關出售「泉州市美克體育用品有限公司」100%權益也未獲通過。
2016年1月28日，黎瑞剛同意以350,000,000股普通股收購葉家海所持有29.55%股權。
2016年1月29日，電視廣播有限公司製作資源部總監樂易玲及華人文化產業投資基金財務總監顧烔分別委任該公司執行董事和非執行董事一職，而葉家海則調任董事會主席一職。
2016年6月30日，美克國際控股有限公司改名為「邵氏兄弟控股有限公司」。
2016年10月25日，該公司委任黎瑞剛、姜偉、許濤和顧烔，分別委任非執行主席、執行董事、非執行董事和替任許濤董事；而葉家海和黃家正則退任主席和非執行董事。

## 附屬公司
- 福建美克休閑體育用品有限公司（51%）（已出售）
- 福建省美斯克體育用品有限公司（100%）（已出售）
- 邵氏兄弟國際影業有限公司（100%）
- 手工藝創作有限公司（40%）
- 北京藍媒手工藝創作文化有限公司（40%）

## 連結
- meike.cn （页面存档备份，存于）
- shawbrotherspictures.com （页面存档备份，存于）